# Petaurus
Petaurus är ett släkte i familjen flygpungekorrar (Petauridae) med fem till sju arter. Dessa djur har liksom flygekorrar utvecklat en flygmembran mellan extremiteterna och kan sväva flera meter mellan träden. Trots liknande egenskaper är dessa två djurgrupper inte släkt med varandra.

## Utbredning
Arterna förekommer på den indonesiska ön Halmahera som tillhör Moluckerna och på mindre öar i närheten. Dessutom lever de på Nya Guinea samt i nordöstra och östra Australien.

## Kännetecken
Arternas viktigaste kännetecken är flyghuden som sträcker sig från handleden till vristen och som brukas genom att sträcka ut extremiteterna. Pälsen har på ovansidan en gråaktig färg och undersidan är ljusare, gul- eller vitaktig. En svart strimma sträcker sig från huvudet längs över ryggen till svansen. Dessutom finns svart-vita mönster i ansiktet. Dessa flygpungekorrar når en kroppslängd mellan 12 och 32 centimeter (utan svans) samt en vikt mellan 80 och 700 gram. Själva svansen är yvig och 15 till 48 centimeter lång.

## Levnadssätt
Petaurus lever huvudsakligen i öppna skogar och är främst aktiva på natten. På dagen vilar de i bon av blad som ofta ligger i trädens håligheter. De har förmåga att sväva på en neråt lutande sträcka över 100 meter och kan byta riktning när de manövrerar med svansen. Det horisontala av ståndet mellan startplatsen och målet kan vara upp till 45 meter.
Individerna lever vanligen i grupper som består av dominanta föräldrar samt flera generationer ungar. Varje grupp har ett revir som försvaras noga mot inkräktare. Dessa pungdjur har olika läten för att kommunicera med varandra.

## Föda
Arterna är allätare och livnär sig bland annat av trädens vätskor, blommor och nektar samt av spindeldjur, insekter och mindre ryggradsdjur. När tillgången till föda är lågt kan de falla i ett kortvarigt stelt tillstånd (torpor).

## Fortplantning
Arter som lever i norra delar av utbredningsområdet har inga särskilda parningstider men de arter som lever i Australien föder sina ungar vanligen under vintern eller våren (juni till november). Dräktigheten varar i 16 till 21 dagar och per kull föds ett eller två ungdjur, sällan tre. Ungarna lever sina första 70 till 100 dagar i moderns pung (marsupium) och stannar ytterligare två månader i boet. I boet är bägge föräldrar ansvariga för ungarnas uppfostring. Efter cirka två år är ungarna könsmogna. Den äldsta kända individen i fångenskap blev 14 år gammal.

## Arter
Arterna är:
- Korthuvad flygpungekorre (Petaurus breviceps) har det största utbredningsområdet. Den lever på Halmahera, Nya Guinea och nordöstra Australien. Dessutom infördes arten på Tasmanien. Den är en av de mindre arterna i släktet.
- Petaurus norfolcensis förekommer i östra och sydöstra delar av Australien. Den liknar den förstnämnda arten men är betydligt större.
- Petaurus australis är den största arten i släktet och lever likaså i östra Australien. Djurets mönster i ansiktet är inte lika tydligt som hos andra arter i släktet. Pälsen är mera brunaktig.
- Petaurus gracilis lever bara i en mindre region i nordöstra Queensland. Den hotas av skogsröjning och därför finns uppskattningsvis bara 2500 individer kvar. IUCN listar arten som starkt hotad (EN).
- Petaurus abidi beskrevs så sent som 1981 som självständig art. Den lever på norra Nya Guinea och listas som akut hotad (CR).
- Petaurus biacensis finns på små öar norr om västra Nya Guinea.
- Ibland listas ytterligare en art från Nya Guinea, P. tafa, men denna populationer räknas vanligen som underarter till korthuvad flygpungekorre.